# NGC 3763
NGC 3763 (również IC 714 lub PGC 35907) – galaktyka spiralna z poprzeczką (SBc), znajdująca się w gwiazdozbiorze Pucharu. Odkrył ją Andrew Common w 1880 roku. Niezależnie odkrył ją Francis Leavenworth 15 lutego 1887, a jego obserwacja została odnotowana w suplemencie Index Catalogue jako IC 714.